# Коптело-Шамары
Коптело-Шамары — деревня в Шалинском районе Свердловской области России. Входит в Шалинский муниципальный округ.
Ранее деревня входила в состав Горного сельсовета Шалинского района.
Образована 20 июля 1964 года объединением нескольких деревень: Дубровка, Ивановичи и Шамарка Шамарского поссовета.

## География
Коптело-Шамары расположены в 32 километрах к северо-западу от посёлка Шаля (по дорогам в 43 километрах), на крутой излучине реки Сылвы, ниже устья левого притока — реки Шамарки.

## Население
| 2002 | 2010 | 2021 |
| ---- | ---- | ---- |
| 183  | ↘181 | ↘142 |